# 单倍群O-M119
在人类遗传学中，单倍群O-M119是一个Y染色体DNA单倍群。单倍群O-M119又稱O1a，是O-F265(O1)单倍群的一个后裔分支，亦是单倍群O-M175(O)现存的主要后裔分支之一。单倍群O-M119分支被认为是在晚更新世時期（旧石器时代晚期）的中国大陆演變形成的。